# Georg Köhl
Georg Köhl, född 15 september 1894 i Neu-Ulm i Kungariket Bayern, död 1975 i Neu-Ulm, var en tysk kommunalpolitiker inom CSU. 

## Biografi
Georg Köhl föddes 1894 i Neu-Ulm i Kungariket Bayern som fjärde son  till Wilhelm Köhl, som var officer i Kejserliga tyska armén, och dennes hustru Walburga Köhl, född Mahler.  Familjen bodde i Pfaffenhofen an der Roth, där hans  mor och hennes föräldrar drev ett bryggeri och restaurant med namnet Mahlers. Hans bror Hermann Köhl blev flygkapten och den förste piloten att korsa Atlanten i öst-västlig riktning.
Efter militära studier ryckte Köhl in som kadett i den Kejserliga tyska armén under Första världskriget och 1919–1921 studerade han vid Münchens tekniska universitet, varefter han växlade till finansförvaltning. Efter 1933 tjänade han åter som officer i Heer, blev medlem i NSDAP och SA, men han ansågs i en utredning 1947 inte längre vara medlem. Efter Andra världskriget engagerade sig Köhl inom kommunalpolitik och det 1945 grundade Christlich-Soziale Union in Bayern (CSU). Som kandidat för CSU valdes han 1948 som lantråd i landkreis Neu-Ulm, satte sig 1952 mot kandidaterna från SPD och valdes 1958 med 65 procent av stämmorna. Efter 1964 ställde han av åldersskäl inte längre upp vid val. Från 1945 till 1960 var han ordförande för CSU-Kreisverbandes Neu-Ulm/Land.
Köhl måste efter krigsslutet anstränga sig för återuppbyggnaden av staden och Landkreis Neu-Ulm, där en gata namngavs efter honom. Han avled 1975 i Neu-Ulm efter en längre tids sjukdom vid en ålder av 81 år.

## Utmärkelser
- 1965 förärades Köhl Förbundsrepubliken Tysklands förtjänstorden.
- Georg-Köhl-Straße i Nersingen-Straß är namngiven efter honom.[5]